# おしゃれフリーク
「おしゃれフリーク」（原題：Le Freak）は、アメリカ合衆国のバンド、シックが1978年に発表した楽曲。アルバム『エレガンス・シック』（1978年）からの第1弾シングルとして発表された。作詞・作曲は、メンバーのナイル・ロジャースとバーナード・エドワーズによる。アメリカ国内で400万枚以上を売り上げ、当時としてはアトランティック・レコード史上最大のヒット・シングルとなった。

## 背景
ロジャースとエドワーズは、グレイス・ジョーンズが1977年の大晦日にスタジオ54で行った公演に招待されていたが、手違いによりスタジオ54のスタッフが彼らの入場を拒み、2人はロジャースの自宅に戻って、憂さ晴らしのためにジャムを行った。そこでは当初「fuck off」というフレーズが歌われており、その後「freak off」に変更されるが、彼らはその響きに満足できず、最終的に「freak out」となった。なお、本作の歌詞には、トラブルの舞台となったスタジオ54について言及した「Come on down to 54」というフレーズがある。
バンドは当初、『エレガンス・シック』からの第1弾シングルを「He's the Greatest Dancer」にすることも考えていたが、本作に自信を抱いたことから考えを変え、最終的に「He's the Greatest Dancer」はシスター・スレッジに提供された。ただし、ロジャースによれば、本作をレコード会社の会議室でかけた際の評判は良くなく、「（私とバーナードと代理人を除く）皆は会議室の外で、いかにこの曲が下らなく、アルバムにはもっとましな曲があるのではないかと私達に進言しようとしていた」と振り返っている。

## 反響
アメリカでは、1978年12月2日に『ビルボード』のR&Bシングル・チャートでバンド初の1位を獲得し、12月9日には総合シングル・チャートBillboard Hot 100でも、初の1位獲得（トップ10入りは「ダンス・ダンス・ダンス」に続く2作目）を果たした。そして、最終的には合計6週にわたって全米1位を獲得し、バンドはその後、アルバムの売り上げ増を狙って本シングルの流通を停止した。
ニュージーランドのシングル・チャートでは20週トップ50入りし、うち4週にわたって1位を獲得した。全英アルバムチャートでは7位に達し、バンドにとって3作目の全英トップ10シングルとなった。

## リミックス
1987年、フィル・ハーディングの手による本作のリミックス・ヴァージョン「Jack le Freak」がアトランティック・レコードよりシングルとしてリリースされ、全英19位を記録した。なお、同ヴァージョンは日本では1988年に「おしゃれフリーク88」というタイトルで発売されている。
2018年にはオランダのDJ/プロデューサー、オリヴァー・ヘルデンスによるリミックス・ヴァージョンが、アトランティックを通じてアニメーションによるミュージック・ビデオと共に公開された。

## 他メディアでの使用例
本作は様々な映画のサウンドトラックで使用されてきた。例として『ミステリー・メン』（1999年）、『ディッキー・ロバーツ 俺は元子役スター』（2003年）、『シュレック2』（2004年）、『ロール・バウンス』（2005年）、『グレッグのダメ日記』（2010年）、『トイ・ストーリー3』（2010年）、『SUPER8/スーパーエイト』（2011年）が挙げられる。